# حرف العبعب (السدة)

تعديل مصدري - تعديل

حرف العبعب محلة تابعة لقرية رباط العثماني، التابعة لعزلة بني العثمانيين بمديرية السدة إحدى مديريات محافظة إب في الجمهورية اليمنية.، بلغ تعداد سكانها 136 حسب تعداد اليمن لعام 2004.